# Музей Хорим
Музей Хорим — музей в Сеуле, Южная Корея, в основу экспозиции музея легла обширная коллекция предметов старины. В музее хранится более 10 000 экспонатов корейского искусства: от глиняных изделий до керамики, изделий из металла и живописи.
Музей был открыт в октябре 1982 года, основателем его является мастер Юн Чжан Сопом,. Он занимал один этаж здания в районе Каннамгу. Новое здание музея, построенного в районе Кванакку (Сеул) открылось для посетителей в мае 1999 года. Сейчас помещение музея состоит из одного цокольного и двух наземных этажей.
Экспозиция музея находится в 4 выставочных залах, дополнительном «специализированном» зале и выставке на открытом воздухе. 
- Археологический зал. В археологическом зале представлены предметы различных эпох, начиная от бронзового века. Среди них посуда железного века, погребальные урны итд.
- Галерея произведений из металла. Экспозиция галереи состоит, в основном, из произведений эпохи Трех Царств и династии Чосон.
- Галерея керамики. В галерее керамики находятся произведения искусства из глины и белого фарфора, относящееся к периоду династии Корё и династии Чосон.
- Живопись и книги. В экспозиции представлена коллекция оригиналов священных писаний буддизма времен династии Корё, копии Сутры, и других книг эпохи Чосон и Корё.